# Yun Wang
Yun Wang, née le 1er juillet 1964, est à la fois une poétesse et professeure d'astrophysique spécialisée en cosmologie. Elle est originaire de Gaoping, une petite ville proche de Zunyi, dans la province de Guizhou, en Chine. Au nombre de ses livres de poésies, on compte The Carp (La carpe), et The Book of Jade (Le livre de Jade).

## Travaux professionnels en astrophysique
Après avoir obtenu un diplôme de bachelor en physique à l'Université Tsinghua de Beijing, Yun Wang a poursuivi ses études aux États-Unis. Elle a obtenu son master puis son doctorat, tous deux également en physique, à la Carnegie Mellon University. Actuellement, elle est professeure-associée au Département de physique et d'astronomie de l'University of Oklahoma.
Elle a publié près de 80 articles soumis à comités de lecture, les plus récents ayant trait à la recherche de preuves d'existence de l'énergie sombre dans l'Univers, en mettant particulièrement en avant, comme preuves cosmologiques les supernovae et les relevés des décalages vers le rouge des galaxies. les études sur l'anisotropie du rayonnement du fond diffus cosmologique, et les mesures des paramètres cosmologiques.
Yun Wang est reconnue au niveau international comme chef de file dans l'exploration de l'énergie sombre. Elle a développé les stratégies d'optimisation des futurs relevés visant à prouver son existence, et a créé le concept de la mission NASA-DOE Joint Dark Energy Mission (JDEM), le Joint Efficient Dark-energy Investigation (JEDI), dont elle a occupé le poste d'investigateur en chef (Principal Investigator). Le concept de la mission JEDI/JDEM illustre l'extraordinaire efficacité accessible à une instrumentaion innovante, et les grands bénéfices scientifiques obtenus en combinant trois méthodes observationnelles différentes (amas de galaxies, lentilles gravitationnelles faibles, et supernovae) pour apporter la preuve de l'existence de l'énergie sombre. Ses travaux sur JEDI ont un impact significatif sur la conception des missions spatiales à la recherche de l'énergie sombre.

## Principales publications
Sa monographie technique   "Dark Energy" (L'énergie sombre) a été publiée chez Wiley en 2010. Ce livre a été adopté par le Scientific American Book Club.
Ses cinq publications récentes les plus citées sont les suivantes (avec le nombre des citations selon la banque de données SPIRES) :
- Yun Wang, « Robust Dark Energy Constraints from Supernovae, Galaxy Clustering, and Three-Year Wilkinson Microwave Anisotropy Probe Observations (Contraintes d'énergie sombre provenant des supernovae, des amas de galaxies et de trois années d'observations de <la sonde> WMAP) », Astrophysical Journal, vol. 650, no 1,‎ octobre 2006, p. 1-6 (DOI 10.1086/507091, Bibcode 2006ApJ...650....1W, arXiv astro-ph/0604051) (231 citations).

- Yun Wang, « New dark energy constraints from supernovae, microwave background, and galaxy clustering (Nouvelles caractérisations de l'énergie sombre des supernovae, du fond diffus cosmologique et des amas de galaxies) », Physical Review Letters, vol. 92, no 24,‎ juin 2004, p. 241302 (PMID 15245074, DOI 10.1103/PhysRevLett.92.241302, Bibcode 2004PhRvL..92x1302W, arXiv astro-ph/0403292) (218 citations)

- Yun Wang, « Model-independent constraints on dark energy density from flux-averaging analysis of type Ia supernova data (Caractérisation indépendantes des modèles de la densité d'énergie sombre issue de l'analyse des flux moyens des supernovae de type Ia) », Astrophysical Journal, vol. 606, no 2,‎ mai 2004, p. 654-63 (DOI 10.1086/383196, Bibcode 2004ApJ...606..654W, arXiv astro-ph/0312192) (160 citations)

- Yun Wang, « Observational constraints on dark energy and cosmic curvature (Contraintes observationnelles sur l'énergie sombre et la courbure cosmique) », Physical Review, vol. D76, no 10,‎ novembre 2007, p. 103533-63 (DOI 10.1103/PhysRevD.76.103533, Bibcode 2007PhRvD..76j3533W, arXiv astro-ph/0703780) (142 citations)
- Yun Wang, « Uncorrelated Measurements of the Cosmic Expansion History and Dark Energy from Supernovae (Mesurage non-corrélé de l'expansion cosmique et énargie sombre des supernovae) », Physical Review, vol. D71, no 10,‎ mai 2005, p. 103513-63 (DOI 10.1103/PhysRevD.71.103513, Bibcode 2005PhRvD..71j3513W, arXiv astro-ph/0501351) (cité 136 fois)